# Миттербах-ам-Эрлауфзее
Миттербах-ам-Эрлауфзее (нем. Mitterbach am Erlaufsee) — коммуна (нем. Gemeinde) в Австрии, в федеральной земле Нижняя Австрия. 
Входит в состав округа Лилинфельд.  Население составляет 595 человек (на 31 декабря 2005 года). Занимает площадь 67,28 км². Официальный код  —  31408.

## Политическая ситуация
Бургомистр коммуны — Альфред Хинтереккер (АНП) по результатам выборов 2005 года.
Совет представителей коммуны (нем. Gemeinderat) состоит из 15 мест.
- АНП занимает 10 мест.
- СДПА занимает 5 мест.